# دایری آو دریمز
دایری آو دریمز (به انگلیسی: Diary of Dreams) یک گروه موسیقی الکترونیک آلمانی است. آدریان هیتز خواننده اصلی گروه، بیشتر آلبوم‌ها را بدون کمک دیگر اعضا یا با کمترین میزان همکاری با آنها تولید می‌کند.

## آلبوم‌ها
- Cholymelan - 1994
- End of Flowers - 1996
- Bird Without Wings - 1997
- Psychoma - 1998
- Moments of Bloom - 1999
- One of 18 Angels - 2000
- Freak perfume - 2002
- Dream Collector - 2003
- Nigredo - 2004
- Alive - 2005
- Nekrolog 43 - 2007
- if - 2009